# Harry Wiedesheim-Paul
Harry Georg Wiedesheim-Paul, född 27 augusti 1909 i Umeå, död 1984[källa behövs] i Torup, var en svensk läkare. 
Wiedesheim-Paul, som var son till ryttmästare Georg Wiedesheim-Paul och Henny Nagell, avlade studentexamen i Malmö 1928, blev medicine kandidat 1932 och medicine licentiat vid Lunds universitet 1938. Han var underläkare på Kronprinsessan Victorias kustsanatorium i Barkåkra 1939–1941, på Hudiksvalls lasarett 1942–1945, vid obstetrisk-gynekologiska avdelningen på Örebro lasarett 1946–1947 och provinsialläkare i Torups distrikt från 1948.